# Homo-erotiek

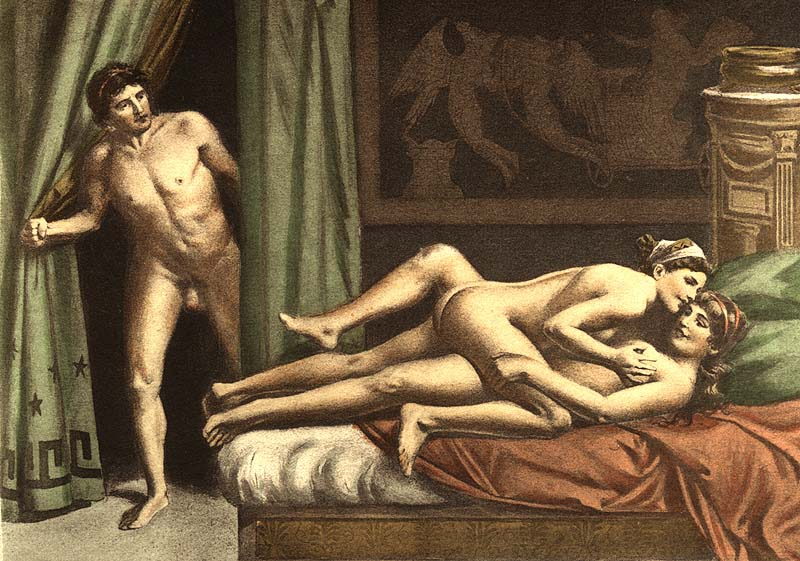
Een voorbeeld van lesbische erotiek, door Édouard-Henri Avril.

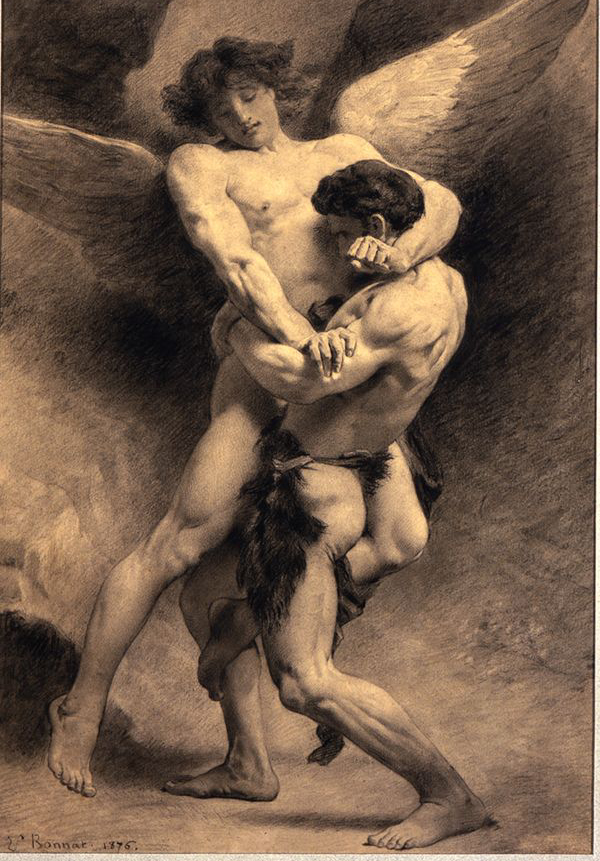
Jakob worstelend met de engel (1876) door Léon Bonnat.

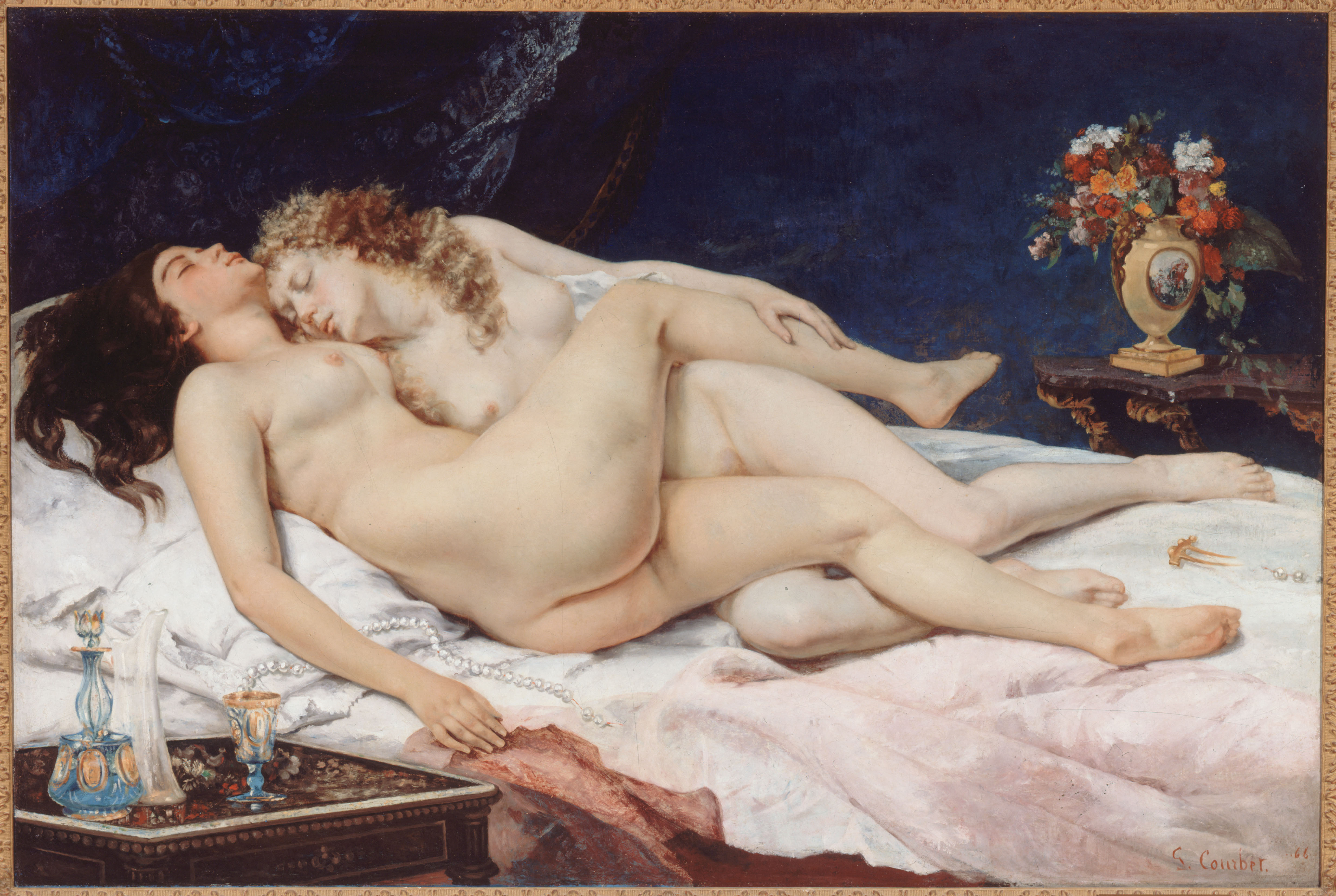
De slaap (1866) door Gustave Courbet.

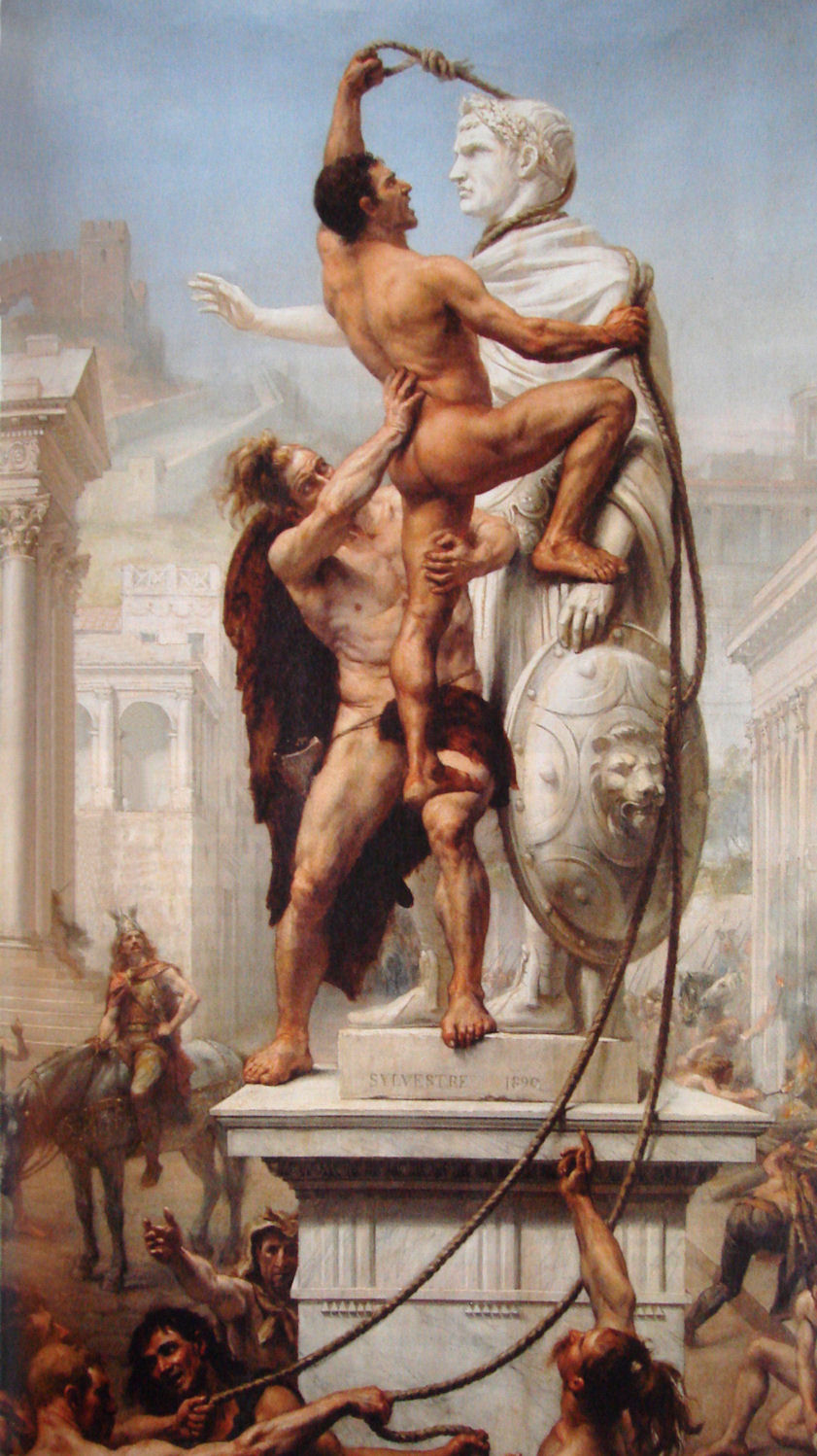
Plundering van Rome door de Visigoten (1890) door Joseph-Noël Sylvestre.

Homo-erotiek is seksuele aantrekkingskracht tussen mensen van hetzelfde geslacht; tussen twee mannen of tussen twee vrouwen. Het concept verschilt met dat van homoseksualiteit, waarbij het naast een seksueel verlangen om een romantisch verlangen kan gaan. Met andere woorden verwijst homo-erotiek naar een specifiek verlangen, dat tijdelijk van aard kan zijn, terwijl homoseksualiteit als gegeven een meer permanente staat van identiteit en seksuele geaardheid impliceert.
Het concept van homo-erotiek is overigens veel ouder dan het 19e-eeuwse idee van homoseksualiteit en is dan ook veelvuldig afgebeeld of gemanifesteerd in de geschiedenis van de beeldende kunst en literatuur, zoals in oude poëzie.

## Classificatie en etikettering
Het onderscheid tussen homo-erotiek en homoseksualiteit is dus een relatief recente tweedeling. De term 'homo-erotisch' draagt het gewicht van moderne classificaties van liefde en verlangen met zich mee die in eerdere tijdperken misschien niet bestonden. Homoseksualiteit zoals we dat nu kennen, werd pas in het midden van de 20e eeuw volledig gecodificeerd.
Ondanks een steeds veranderende en evoluerende reeks moderne classificaties, vormden mensen van hetzelfde geslacht vaak intieme associaties. Dit deden ze op hun eigen voorwaarden, met name in de 'romantische vriendschappen' die in 18e- en 19e-eeuwse brieven tot uiting kwamen. Deze vorm van vriendschap, die al dan niet genitale seks omvatte, werd gekenmerkt door hartstochtelijke emotionele gehechtheid waarvan moderne denkers zouden zeggen dat de ondertoon homo-erotisch is.

## Voorbeelden in de beeldende kunst

### Man-man
Voorbeelden van erotiek tussen twee mannen in de beeldende kunst variëren. De oude Griekse vaaskunst en Romeinse wijnbekers zijn wellicht de oudste. Daarnaast zouden verscheidene Italiaanse Renaissance-kunstenaars homoseksueel zijn geweest. Zo werden er homo-erotische elementen gevonden in de werken van Leonardo da Vinci en Michelangelo. Meer expliciete seksuele beelden komen voor in de 16e en 17e eeuw, vooral bij kunstenaars als Agnolo Bronzino en Caravaggio, wiens werken soms zwaar werden bekritiseerd door de Katholieke Kerk.
Veel 19e-eeuwse schilderijen van klassieke karakters zoals Hyakinthos, Ganymedes en Narcissus kunnen eveneens als homo-erotisch worden geïnterpreteerd. Voorbeelden hiervan zijn de werken van de 19e eeuwse schilders Frédéric Bazille, Hippolyte Flandrin, Théodore Géricault, Thomas Eakins, Eugène Jansson, Henry Scott Tuke, Aubrey Beardsley en Magnus Enckell. Op het gebied van fotografie hebben Wilhelm von Gloeden, David Hockney en Robert Mapplethorpe een sterke bijdrage geleverd.
In Azië heeft mannelijke erotiek ook zijn wortels in de traditionele Japanse shunga (erotische kunst). Deze traditie beïnvloedde hedendaagse Japanse kunstenaars zoals Gengoroh Tagame (mangakunstenaar), waarbij men kan denken aan yaoi.

### Vrouw-vrouw
Voorbeelden van erotiek tussen twee vrouwen zijn historisch gezien het meest opvallend in de verhalende kunsten: de teksten van Sappho, de erotische prozagedichten Les Chansons de Bilitis en romans zoals die van Christa Winsloe, Colette en Radclyffe Hall.
Vrouwelijke homo-erotische kunst door lesbische kunstenaars is cultureel vaak minder prominent geweest dan de presentatie van lesbische erotiek door niet-lesbiennes en voor een voornamelijk niet-lesbisch publiek. In het Westen kwam dit tot uiting in de roman Carmilla uit 1872, maar ook in populaire bioscoopfilms als The Hunger en Showgirls, en vooral in pornografie. In het Oosten, en dan met name in Japan, is lesbianisme het onderwerp binnen het manga-subgenre yuri.
In veel teksten in de Engelstalige wereld worden lesbiennes voorgesteld als intens seksueel, maar ook als roofzuchtig en gevaarlijk. Dit verschijnsel toont een duidelijk verschil met mannelijke homoseksuele kunst.

## Voorbeelden in de poëzie
Er is ook een sterke traditie van homo-erotiek in de poëzie.
Het meest prominente voorbeeld in de westerse canon is dat van de sonnetten van William Shakespeare, hoewel sommige critici andere beweringen hebben gedaan om zo de literaire geloofwaardigheid van Shakespeare te behouden.
Andere grote dichters die homo-erotische gedichten schreven zijn Abu Nuwas, Walt Whitman, Federico García Lorca, Paul Verlaine, W.H. Auden, Fernando Pessoa en Allen Ginsberg.
Emily Dickinson richtte een aantal gedichten en brieven met een homo-erotische ondertoon aan haar schoonzus Susan Huntington Gilbert. En ook Virginia Woolf en Vita Sackville-West schreven elkaar brieven waarin homo-erotische gevoelens tot uiting kwamen.

## Voorbeelden van bioscoopfilms
Gedurende de 20e en 21e eeuw werden er verscheidene succesvolle films in de bioscoop gedraaid waarin homo-erotische gevoelens op een positieve manier in beeld werden gebracht. Voorbeelden hiervan zijn Mädchen in Uniform (1931), Death in Venice (1971), Sebastiane (1976), Lieve jongens (1980), My Beautiful Laundrette (1985), Maurice (1987), Mulholland Drive (2001), Brokeback Mountain (2006), Black Swan (2010), La vie d'Adèle (2013), Carol (2015), Moonlight (2016) en Call Me by Your Name (2017).